# Бърдлайф Интернешънъл
Бърдлайф Интернешънъл е международна природозащитна организация, работеща за опазването на птиците и запазването на местообитанията им.
Основана е през 1922 година от Гилбърт Пърсън и Жан-Теодор Делакур като Международен съвет за опазването на птиците.
Настоящ почетен президент на организацията е Принцеса Такамадо от Япония.
В България, чрез партньорството на БДЗП, организацията действа активно за опазването на ценните биологични видове. През 1997 година обявяват района на село Раяновци, община Драгоман, Софийска област за първото Орнитоложко значимо място – „Раяновски влажни ливади“ (сега „Раяновци“) (вкл. влажните ливади между селата Раяновци, Мало Малово, Големо Малово, Драгоманско блато и планината „Чепън“).